# Yuexiu Property

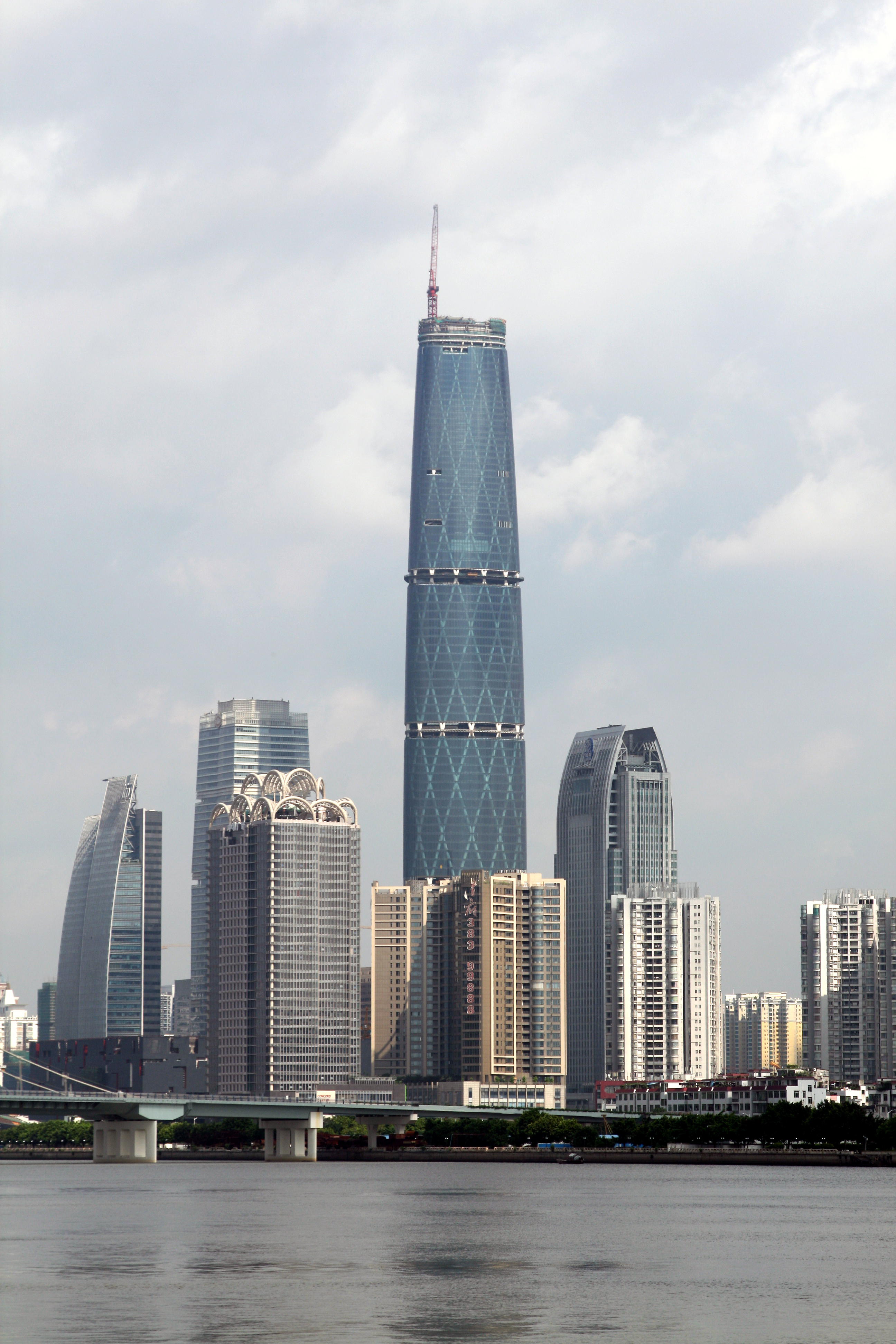
Guangzhou International Finance Center — один из крупнейших активов Yuexiu Property

Yuexiu Property — крупный оператор недвижимости, базирующийся в Гонконге (округ Ваньчай). Компания основана в 1992 году как Guangzhou Investment Company Limited и с того же года стала котироваться на Гонконгской фондовой бирже (в 2009 была переименована в Yuexiu Property). Принадлежит государственной строительной группе Guangzhou Yuexiu Holdings (Гуанчжоу). По состоянию на 2014 год рыночная стоимость Yuexiu Property составляла свыше 1,9 млрд долл., продажи — свыше 2,3 млрд долл., в компании работало более 6 тыс. человек.

## Структура
Основные активы Yuexiu Property сосредоточены в провинции Гуандун, особенно в Гуанчжоу (Tianhe development zone и Ersha Island villa area), а также в Гонконге, Яньтае, Циндао, Ухане, Шэньяне, Ханчжоу, Хайкоу, Сучжоу и других городах Восточного Китая.
Среди крупнейших объектов недвижимости компании Yuexiu Property — Guangzhou International Finance Center, Guangzhou Lingnan Woods, Guangzhou Lingnan Riverside, Guangzhou Lingnan Villas, Guangzhou Lingnan Hillside, Guangzhou Starry Wenhua, Guangzhou Starry Wenhan, Guangzhou Starry Wenyu, Guangzhou Starry Golden Sands, Guangzhou Starry Winking, Guangzhou Paradiso Garden, Guangzhou Paradiso Courtyard, Guangzhou Paradiso Sunshine, Guangzhou Paradiso Riverside, Guangzhou Fortune World Plaza, Guangzhou Fortune Center, Guangzhou Fortune Century Square, Southern Le Sand, Conghua Green Garden, Conghua Glade Village, Huadu Glade Greenland, Hangzhou Starry City, Jiangnan New Village, Yuexiu Financial Tower и Tianhe Waterfall.
В 2014 году материнская Yuexiu Group (инвестиционное подразделение муниципального правительства Гуанчжоу) через дочерние структуры Guangzhou Yuexiu Holdings и Yuexiu Financial Holdings приобрела контрольный пакет акций частного Chong Hing Bank (Гонконг).